# NOW Big Hits 2008
NOW Big Hits 2008 er et dansk opsamlingsalbum udgivet 10. november 2008 af NOW Music. Albummet er en dobbelt-cd bestående af nogle af de største hits fra 2008.

## Trackliste

### Cd 1
1. Katy Perry: "I Kissed A Girl"
2. Sys Bjerre: "Malene"
3. Infernal: "Whenever You Need Me"
4. P!nk: "So What"
5. Lizzie: "Ramt I Natten"
6. Martin: "Show The World"
7. Chris Brown: "Forever"
8. Nordstrøm: "Endnu En"
9. Britney Spears: "Piece Of Me"
10. Aura: "Song For Sophie"
11. Usher: "Love In This Club"
12. Leona Lewis: "Bleeding Love"
13. Kylie Minogue: "In My Arms"
14. Natasja: "Gi' Mig Danmark Tilbage"
15. Sara Bareilles: "Love Song"
16. Troels Boberg: "Nettopigen" (Remix)
17. One Republic: "Stop And Stare"
18. Trolle//Siebenhaahr: "These Streets"

### Cd 2
1. Gabriella Cilmi: "Sweet About Me"
2. L.O.C.: "XXXcouture"
3. Pussycat Dolls: "When I Grow Up"
4. Jordin Sparks feat. Chris Brown: "No Air"
5. Simon Mathew: "All Night Long"
6. Timbaland feat. One Republic: "Apologize"
7. Infernal: "Downtown Boys"
8. Amy Winehouse: "Tears Dry On Their Own"
9. Thomas Buttenschøn: "Smukkere End Smuk"
10. Coldplay: "Violet Hill"
11. Private: "Crucify My Heart"
12. Kleerup feat. Titiyo: "Longing For Lullabies"
13. Szhirley: "Glor På Vinduer"
14. Alicia Keys: "No One"
15. Tina Dickow: "A New Situation"
16. Ufo Yepha feat. Anna David: "Næh Næh"
17. The Verve: "Love Is Noise" (Edit)
18. tv•2: "For Dig Ku Jeg Gøre Alting"